# Rennrodel-Weltmeisterschaften 1977
Die Rennrodel-Weltmeisterschaften 1977  fanden vom 18. bis 20. Februar 1977 auf der Bobbahn im österreichischen Innsbruck-Igls statt.

## Einsitzer der Frauen
| Platz | Land | Sportlerin           | Zeit     | Laufzeiten                        |
| ----- | ---- | -------------------- | -------- | --------------------------------- |
| 1     | GDR  | Margit Schumann      | 2:52,058 | 42,975 / 43,250 / 42,692 / 43,141 |
| 2     | URS  | Vera Zozuļa          | 2:53,147 | 42,924 / 43,929 / 42,940 / 43,354 |
| 3     | AUT  | Margit Graf          | 2:53,147 | 43,160 / 43,935 / 42,968 / 43,304 |
| 4     | FRG  | Elisabeth Demleitner | 2:53,441 | 43,072 / 43,892 / 43.142 / 43,335 |
| 5     | GDR  | Melitta Sollmann     | 2:53,652 | 43,877 / 43,869 / 42,623 / 43,283 |
| 6     | FRG  | Andrea Fendt         | 2:53,714 | 43,257 / 43,542 / 43,301 / 43,614 |
| 7     | GDR  | Roswitha Stenzel     | 2:54,239 | 43,165 / 44,363 / 43,097 / 43,614 |

Weitere Reihenfolge
| Platz | Sportlerin              | Land |
| ----- | ----------------------- | ---- |
| 8     | Angelika Schafferer     | AUT  |
| 9     | Christina Gruber        | AUT  |
| 10    | Amanda Pfeifer          | FRG  |
| 11    | Anna Malewskaja         | SUN  |
| 12    | Maria-Luise Rainer      | ITA  |
| 13    | Eleonora Tscheremissina | SUN  |
| 14    | Agneta Lindskog         | SWE  |
| 15    | Mary-Jane Bowie         | CAN  |
| 16    | Carole Keyes            | CAN  |
| 17    | Eva Dahlberg            | SWE  |
| 18    | Mika Kanno              | JPN  |
| 19    | Bridget Morgan          | USA  |
| DNF   | Jane Davies             | GBR  |
| DNF   | Monika Auer             | ITA  |
| DNF   | Erica Terwillegar       | USA  |

## Einsitzer der Männer
| Platz | Land | Sportler              | Zeit     | Laufzeiten                        |
| ----- | ---- | --------------------- | -------- | --------------------------------- |
| 1     | GDR  | Hans Rinn             | 3:29,301 | 52,145 / 52,936 / 51,885 / 52,335 |
| 2     | GDR  | Horst Müller          | 3:30,837 | 52,521 / 52,644 / 52,975 / 52,697 |
| 3     | FRG  | Anton Winkler         | 3:30,995 | 52,529 / 53,194 / 52,426 / 52,846 |
| 4     | GDR  | Bernhard Glass        | 3:31,321 | 52,562 / 53,373 / 52,457 / 52,929 |
| 5     | AUT  | Reinhold Sulzbacher   | 3:31,766 | 52,641 / 53,482 / 52,487 / 53,156 |
| 6     | ITA  | Paul Hildgartner      | 3:52,736 | 52,891 / 53,600 / 52,857 / 53,388 |
| ...   |      |                       |          |                                   |
| 8     | GDR  | Hans-Heinrich Winkler | 3:33,398 | 52,529 / 54,426 / 52,415 / 54,528 |

Weitere Reihenfolge
| Platz | Sportler                | Land |
| ----- | ----------------------- | ---- |
| 7     | Karl Brunner            | ITA  |
| 8     | Hans-Heinrich Winkler   | GDR  |
| 9     | Rudolf Schmid           | AUT  |
| 10    | Dainis Bremze           | SUN  |
| 11    | Georg Fluckinger        | AUT  |
| 12    | Thomas Rzeznizok        | FRG  |
| 13    | Aigars Kriķis           | SUN  |
| 14    | Peter Gschnitzer        | ITA  |
| 15    | Wladimir Schitow        | SUN  |
| 16    | Wolfgang Schädler       | LIE  |
| 17    | Stefan Kjernholm        | SWE  |
| 18    | Rainer Gassner          | LIE  |
| 19    | Asle Strand             | NOR  |
| 20    | Ueli Schenkel           | CHE  |
| 21    | Alain Grassi            | FRA  |
| 22    | Jeremy Palmer-Tomkinson | GBR  |
| 23    | Sato Hidetoshi          | JPN  |
| 24    | Larry Arbuthnot         | CAN  |
| 25    | Hans-Ueli Korrodi       | CHE  |
| 26    | Anders Flatvad          | SWE  |
| 27    | Per Ove Vedin           | SWE  |
| 28    | Reto Filli              | CHE  |
| 29    | Jean-Loup Denare        | FRA  |
| 30    | Pierre Lachenal         | FRA  |
| 31    | Shieh Wei-Cheng         | TPE  |
| 32    | Albert Filotti          | FRA  |
| 33    | Huang Liu-Chong         | TPE  |
| 34    | Koichi Kaneda           | JPN  |
| 35    | Kenneth Holm            | SWE  |
| 36    | Kurt Herzog             | CAN  |
| 37    | Frank Masley            | USA  |
| 38    | Fred Zimney             | USA  |
| 39    | David Le Boutillier     | USA  |
| DNF   | Hans-Jörg Raffl         | ITA  |
| DNF   | Richard Clemm           | NOR  |
| DNF   | Anton Wembacher         | FRG  |
| DNF   | Manfred Schmid          | AUT  |
| DSQ   | Stefan Hölzlwimmer      | FRG  |
| DSQ   | Peter Bosshard          | CHE  |

## Doppelsitzer der Männer
| Platz | Land | Sportler                          | Zeit     | Laufzeiten      |
| ----- | ---- | --------------------------------- | -------- | --------------- |
| 1     | GDR  | Hans Rinn Norbert Hahn            | 1:26,822 | 43,228 / 43,594 |
| 2     | ITA  | Karl Brunner Peter Gschnitzer     | 1:26,931 | 43,438 / 43,493 |
| 3     | FRG  | Hans Brandner Balthasar Schwarm   | 1:27,074 | 43,439 / 43,635 |
| 4     | ITA  | Karl Feichter Ernst Haspinger     | 1:27,324 | 43,488 / 43,836 |
| 5     | AUT  | Rudolf Schmid Reinhold Sulzbacher | 1:27,327 | 43,786 / 43,541 |
| 6     | GDR  | Bernd Hahn Ulrich Hahn            | 1:27,429 | 43,631 / 43,798 |

Weitere Reihenfolge
| Platz | Sportler                              | Land |
| ----- | ------------------------------------- | ---- |
| 7     | Stefan Hölzlwimmer, Rudolf Grösswang  | FRG  |
| 8     | Günther Lemmerer, Gerhard Sandbichler | AUT  |
| 9     | Dainis Bremze, Aigars Kriķis          | SUN  |
| 10    | Kenneth Holm, Stefan Kjernholm        | SWE  |
| 11    | Wiktor Jakuschin, Sergej Kostikow     | SUN  |
| 12    | Asle Strand, Richard Clemm            | NOR  |
| 13    | Rainer Gassner, Wolfgang Schädler     | LIE  |
| 14    | Anders Fladvad, Per Ove Vedin         | SWE  |
| 15    | Ueli Schenkel, Hans-Ueli Korrodi      | CHE  |
| 16    | Hidetoshi Sato, Koichi Kaneda         | JPN  |
| 17    | Kurt Herzog, Larry Arbuthnot          | CAN  |
| 18    | Shieh Wei-Cheng, Huang Liu-Chong      | TPE  |

## Medaillenspiegel
| Platz | Land                            | Gold | Silber | Bronze | Gesamt |
| ----- | ------------------------------- | ---- | ------ | ------ | ------ |
| 1     | Deutsche Demokratische Republik | 3    | 1      | 0      | 4      |
| 2     | Italien                         | 0    | 1      | 0      | 1      |
| 3     | Sowjetunion                     | 0    | 1      | 0      | 1      |
| 4     | BR Deutschland                  | 0    | 0      | 2      | 2      |
| 5     | Österreich                      | 0    | 0      | 1      | 1      |